# سیارک ۱۶۴۹
سیارک ۱۶۴۹ (به انگلیسی: 1649 Fabre، نامگذاری:1951DE) هزار و ششصد و چهل و نهمین سیارک کشف شده‌است که در ۲۷ فوریه ۱۹۵۱ و در الجزیره کشف شد.
قدر مطلق سیارک برابر ۱۲٫۲۰ است.